# Instituto de Previsión Social (Paraguay)
El Instituto de Previsión Social o IPS es el instituto encargado de administrar el seguro social en el Paraguay. Fue creado por decreto ley n.º 17071 del 18 de febrero de 1943 en el gobierno de Higinio Morínigo. Posteriormente fue promulgado el decreto ley n.º 1860 del 1 de diciembre de 1960, por el cual fue modificado el decreto ley que le dio origen, siendo ampliados sus servicios a los asegurados. Su primer presidente fue el entonces ministro de Salud Pública y Previsión Social, Gerardo Buongermini desde 1943 hasta 1946.
Fue creado con el propósito de proteger la salud de los trabajadores asalariados del Paraguay. Considerando que "es función propia del estado asegurar al ciudadano los medios que le pongan a cubierto de los azares de la vida en lo que respecta a enfermedad, maternidad, invalidez, accidentes de trabajo, etcétera".
El objetivo de la previsión social, es poner a los individuos a cubierto de los riesgos que les privan de la capacidad de ganancia, cualquiera fuere su origen: desocupación, maternidad, enfermedad, invalidez y vejez, y que pudieran extenderse y amparar a determinados familiares del trabajador en caso de muerte del mismo y que pueden contemplar la asistencia sanitaria.
En la Constitución Nacional se establece que "El sistema obligatorio e integral de seguridad social para el trabajador dependiente y su familia será establecido por ley, y se promoverá su extensión a todos los sectores de la población".
El Instituto de Previsión Social es parte de la membresía de la Conferencia Interamericana de Seguridad Social, organismo internacional técnico y especializado, que tiene el objetivo de fomentar el desarrollo de la protección y seguridad social en América.